# Strimmig grässmyg
Strimmig grässmyg (Amytornis striatus) är en fågel i familjen blåsmygar inom ordningen tättingar.

## Utseende
Strimmig grässmyg är en liten och långstjärtad fågel med svart mustaschstreck och streckad rostbrun ovansida. Undertill är strupen vit och resten av undersidan beigefärgad.

## Utbredning och systematik
Strimmiga grässmygen förekommer i sydöstra Australien i sydöstra South Australia, nordvästra Victoria och i New South Wales. Tidigare ansågs strimmiga grässmygen omfatta flera andra populationer i nordligare och västligare delar av Australien, en indelning som flera auktoriteter följer fortfarande. Allt oftare delas dock komplexet efter studier upp i skilda arter, med utbredning som följer enligt tongivande International Ornithological Congress (IOC):
- Opaltongrässmyg (Amytornis rowley) – östcentrala Australien, i centrala Queensland
- Pilbaragrässmyg (Amytornis whitei) – steniga bergstrakter i Western Australia
- Sandgrässmyg (Amytornis oweni) – sandslätter och mallee fråni centrala Western Australia till centrala Queensland och nordvästra samt södra South Australia
- Strimmig grässmyg i begränsad mening

Strimmig grässmyg i begränsad mening behandlas antingen som monotypisk eller delas in i följande två underarter:
- striatus – centrala New South Wales
- howei – sydöstra South Australia, nordvästra Victoria och sydvästra New South Wales

## Levnadssätt
Strimmig grässmyg hittas i mallee och dynfält med stora tuvor med Spinifex-gräs. Där ses den kila omkring på marken och bland låga grenar.

## Status
IUCN inkluderar alltjämt pilbaragrässmygen, sandgrässmygen och opaltongrässmygen i strimmig grässmyg och bedömer därför hotstatus enbart för hela komplexet, som livskraftig.

## Bilder

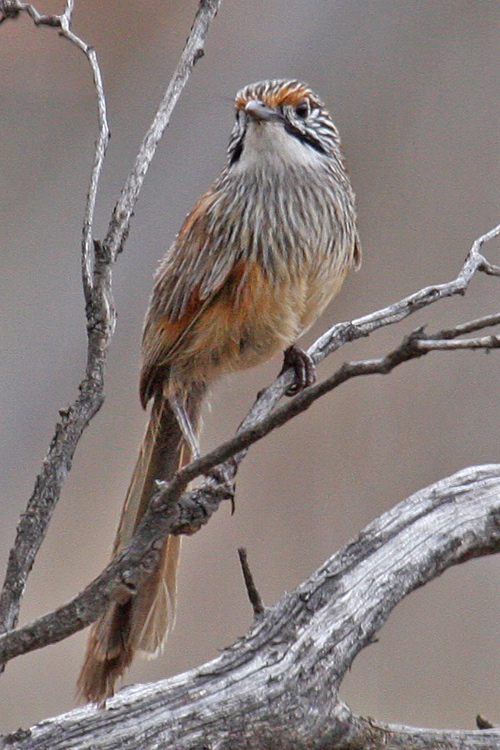